# Asarum kooyanum
Asarum kooyanum là một loài thực vật có hoa trong họ Aristolochiaceae. Loài này được Makino mô tả khoa học đầu tiên năm 1931.